# Mormonia albomarginata
Mormonia albomarginata är en fjärilsart som beskrevs av Samuel E. Cassino 1919. Mormonia albomarginata ingår i släktet Mormonia och familjen nattflyn. Inga underarter finns listade i Catalogue of Life.